# Candida odintsovae
Candida odintsovae är en svampart som beskrevs av Babeva, Reshetova, Blagod. & Galimova 1989. Candida odintsovae ingår i släktet Candida, ordningen Saccharomycetales, klassen Saccharomycetes, divisionen sporsäcksvampar och riket svampar.   Inga underarter finns listade i Catalogue of Life.